# Chad Channing
Chad Channing (Santa Rosa, California; 31 de enero de 1967) es un músico estadounidense, especialmente conocido por haber sido baterista del grupo Nirvana hasta 1990 (fue sustituido por Dan Peters y luego por Dave Grohl).
Hoy, lidera el grupo Before Cars.

## Biografía
En su infancia sus padres cambiaban constantemente de hogar, pues su padre era un DJ de radio, frecuentemente redirigido a diferentes ciudades, finalmente se instalaron en Bainbridge Island, Washington. Tras un intento por dedicarse al fútbol, Chad se decidió finalmente por la música, empezando a tocar la guitarra y la batería. Comenzó trabajando de chef en un restaurante de mariscos (en inglés "seafood", de ahí el nombre de la canción de Incesticide "Mexican Seafood"). 
Channing acudió a un concierto de Malfunkshun una tarde de 1988, donde conoció a Kurt Cobain y a Krist Novoselic. Por aquel entonces Chad tocaba en un grupo llamado Tic-Dolly-Row, (formado por componentes del futuro grupo de grunge Soundgarden) pero pronto accedió a unirse a Cobain y a Novoselic en Nirvana.
Con Nirvana compuso y grabó la batería en el álbum Bleach y "Polly" en Nevermind, en este último álbum también compuso la batería de In Bloom que sería luego grabada por Dave Grohl. 
Además Channing participó en algunas rarezas que se incluyen en compilaciones como Incesticide ("Dive", "Stain", "Big Long Now") y With the Lights Out.
- Datos: Q356938